# Нефтеюганский объединённый авиаотряд

Изображение товарного знака, знака обслуживания ОАО «Нефтеюганский объединённый авиаотряд»

Нефтеюганский объединённый авиаотряд (НОАО, NUATC) — компания, занимавшаяся вертолётными перевозками, максимальный размер флота составлял 42 вертолёта. НОАО располагал вертодромом площадью 43 гектара и специализировался на перевозке пассажиров и грузов, полётах по оказанию медицинской помощи населению, обслуживании лесного хозяйства и других аварийно-спасательных работах. 
ИКАО: NFT. Позывной: Nefteavia.

## История предприятия
Нефтеюганское авиапредприятие было организовано в 1965 году, одновременно со строительством города Нефтеюганск. 1 апреля 1975 года была образована Нефтеюганская объединённая авиаэскадрилья, через два года преобразованная в Нефтеюганский объединённый авиаотряд.
В 90-х годах экипажи начали работать за границей: в Колумбии, Анголе, Намибии, Эквадоре. В 1999 году предприятие занесли в официальный реестр поставщиков авиационных услуг для ООН.
В начале 2000-х годов на протяжении нескольких лет на предприятии шло перераспределение сил[прояснить] среди акционеров, которое закончилось покупкой предприятия авиакомпанией UTair.
На основании решения внеочередного общего собрания акционеров от 26 июля 2013 года (протокол № 43 от 29 июля 2013 года) и в связи с регистрацией изменений № 1 в Уставе Общества в Межрайонной ИФНС России № 7 по ХМАО-Югре деятельность отряда была прекращена, а товарный знак «Нефтеюганский объединённый авиаотряд» списан.

## Работа для ООН
В 1999 Нефтеюганский объединённый авиаотряд был включен в роствер Организации Объединённых Наций и стал считаться официальным поставщиком вертолетных услуг.
География работ: Абхазия, Бурунди, Республика Гаити, Западная Сахара, Демократическая Республика Конго, Ливан, Соломоновы Острова, Судан, Сьерра-Леоне, Турция, Центральноафриканская Республика, Эритрея, Эфиопия.

## Авиапроисшествия
20 декабря 2011 года около 07:25 (по московскому времени) в районе Тайлаковского месторождения в Тюменской области произошла жёсткая посадка вертолёта Ми-26Т ОАО «Нефтеюганский объединённый авиаотряд» (бортовой номер RA-06121), при этом вертолёт, не долетев около 30 метров до посадочной площадки, опрокинулся на борт и загорелся. Из 6 находившихся на борту членов экипажа скончался бортоператор Ерошкин Игорь Сергеевич, остальные получили травмы различной тяжести.
9 августа 2012 года в 15.20 (по местному времени) в районе села Карачам в провинции Мугла в Турции произошла катастрофа вертолёта Kа-32T ОАО «Нефтеюганский объединённый авиаотряд» (бортовой номер RA-31596), во время тушения природных пожаров по неустановленной причине столкнулся со склоном горы, после чего скатился в труднодоступное ущелье и разрушился. Все 5 членов экипажа, находившиеся на борту, погибли, включая троих россиян: Александра Гаврилова, Николая Атепалихина и Сергея Хорохорина. 